# Sage Francis
Paul William Francis de Providence, Rhode Island, mais conhecido pelo seu nome artístico Sage Francis, é um rapper, cantor e compositor americano. Ele é o fundador da gravadora de Underground hip hop Strange Famous Records.

## Biografia
Francis nasceu em Miami, Flórida, mas cresceu em Providence, Rhode Island. Ele é filho único e cresceu durante a maior parte de sua infância com sua mãe e seu padrasto depois que seus pais se divorciaram quando ele era jovem. Ele morou em diferentes partes de Rhode Island, incluindo North Smithfield e Woonsocket, Rhode Island. Sua mãe trabalhava como bartender e seu padrasto trabalhava como chaveiro.
Sage Francis começou a escrever e gravar letras originais aos 8 anos, sendo inspirado por artistas como Run DMC e Public Enemy. De acordo com Artistdirect, Francis começou a fugir da casa de seus pais aos 12 anos para participar de eventos de Batalha de rap.
Em 1996, ele gravou seu primeiro demo oficial e, em 1998, apresentou um programa de rádio no WRIU chamado "True School Session". Francis venceu o Superbowl MC Battle em Boston em 1999, derrotando Esoteric.
Em 2000, Sage Francis venceu a batalha de MCs Scribble Jam, ganhando de Blueprint na final.
Em 2001, a canção "Makeshift Patriot", gravada em 11 de outubro de 2001, se tornou um sucesso na Internet por sua crítica à mídia americana durante e imediatamente após os ataques de 11 de setembro. Francis considera "Makeshift Patriot" a música que realmente iniciou a carreira musical dele. Sendo que estava na mixtape de 2002, "The Known Unsoldier - Sick Of Waging War" e foi amplamente distribuído de graça.
Durante sua carreira, Francis fez diversos tournes. Sendo que ele fez shows com Atmosphere, Brother Ali e Eyedea & Abilities.

## Discografia

### Albuns
- 1998: Voice Mail Bomb Threat com Art Official Intelligence
- 2002: Personal Journals
- 2003: Hope (com Joe Beats, como os Non-Prophets)
- 2005: A Healthy Distrust
- 2007: Human the Death Dance
- 2010: Life
- 2014: Copper Gone
- 2018: Season 1 (com B. Dolan, como Epic Beard Men)
- 2019: This Was Supposed To Be Fun (com B. Dolan, como Epic Beard Men)

### Sick ofmixtapes
- 1999: Sick of Waiting...
- 2000: Still Sick... Urine Trouble
- 2000: Sick of Waiting Tables
- 2001: Sick of Waging War
- 2004: Sickly Business
- 2005: Still Sickly Business
- 2009: Sick of Wasting
- 2013: Sick to Death

### Albuns ao vivo
- 2004: Dead Poet Live Album
- 2005: Road Tested (2003–2005)